# Show Me How to Live
Show Me How to Live è un singolo del gruppo musicale statunitense Audioslave, pubblicato nel 2003 ed estratto dall'album Audioslave. 

## Tracce
- CD

1. Show Me How to Live
2. Super Stupid (Funkadelic cover) (Live BBC Radio 1 Session)
3. Like a Stone (Live BBC Radio 1 Session)
4. Gasoline (Live BBC Radio 1 Session)

- 7"

1. Show Me How to Live
2. Super Stupid (Funkadelic cover) (Live BBC Radio 1 Session)

## Formazione
- Tim Commerford - basso
- Chris Cornell - voce
- Tom Morello - chitarra
- Brad Wilk - batteria

## Classifiche
| Classifica (2003) | Posizione raggiunta |
| ----------------- | ------------------- |
| Stati Uniti       | 67                  |